# Bikinsky (huyện)
Huyện Bikinsky (tiếng Nga: ? райо́н) là một huyện hành chính tự quản (raion), của Vùng Khabarovsk, Nga. Huyện có diện tích 2504 km². Trung tâm của huyện đóng ở Bikin.